# Herzogtum Urbino

Wappen der Familie Montefeltro als Herzöge von Urbino

Das Herzogtum von Urbino war ein souveräner Staat im Gebiet der Region Marken in Italien. 

## Geschichte

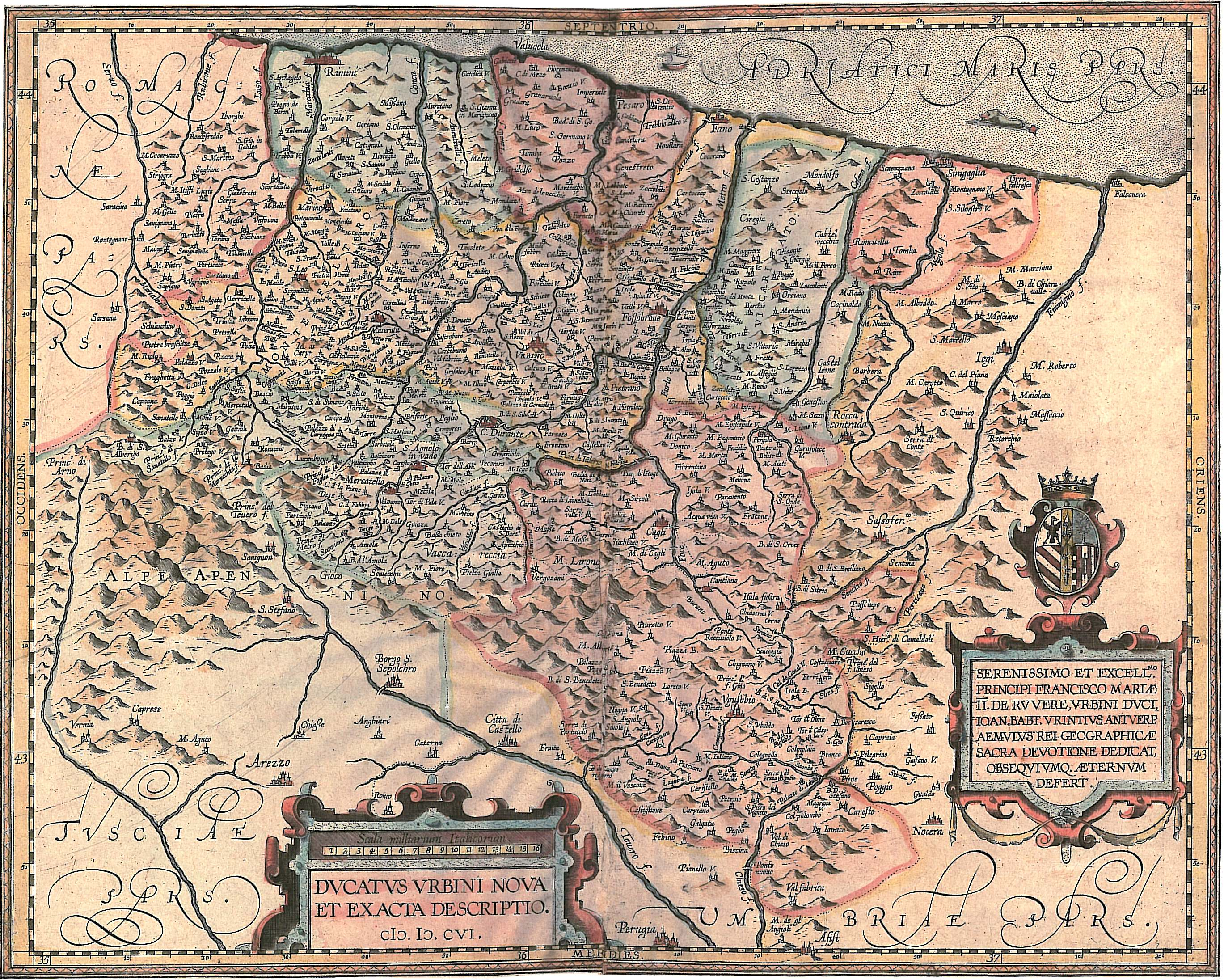
Ducatus Urbini Nova Et Exacta Descriptio, 1606 - Giovanni Battista Urints

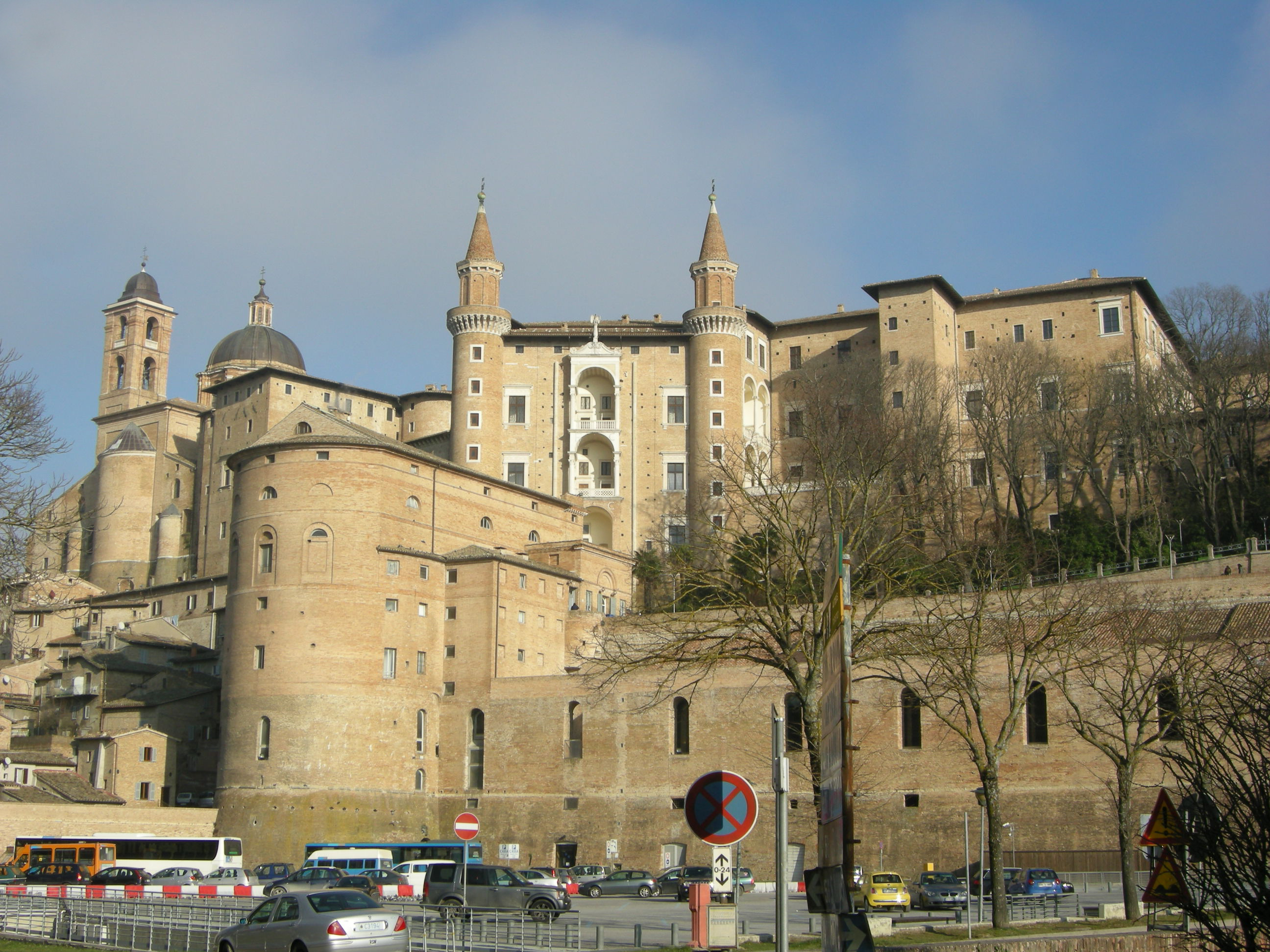
Palazzo Ducale (Urbino)

Die ersten Herrscher Urbinos waren die Montefeltro. Kaiser Friedrich II. ernannte sie 1213 zu Grafen von Urbino. Der erste Herzog von Urbino war Oddantonio da Montefeltro, der den Titel 1443 von Papst Eugen IV. erhielt.
Das Herzogtum erstreckte sich im Gebiet um die Hauptstadt Urbino im Norden der Marken und grenzte im Osten an die Adria, im Westen an die Toskana und im Süden an den Kirchenstaat. 1523 wurde die Hauptstadt nach Pesaro verlegt.
Nach den Montefeltro wurde das Herzogtum kurz von Cesare Borgia besetzt und ging dann 1508 auf dem Erbweg an die Papstfamilie Della Rovere über, die es bis auf eine Unterbrechung durch Lorenzo di Piero de’ Medici bis 1625 bzw. 1631 hielt. Nach dem Tod des letzten Della Rovere, Francesco Maria II., fiel das Herzogtum an den Kirchenstaat und teilte dessen Geschichte bis zum Risorgimento.

## Liste der Grafen und Herzöge von Urbino

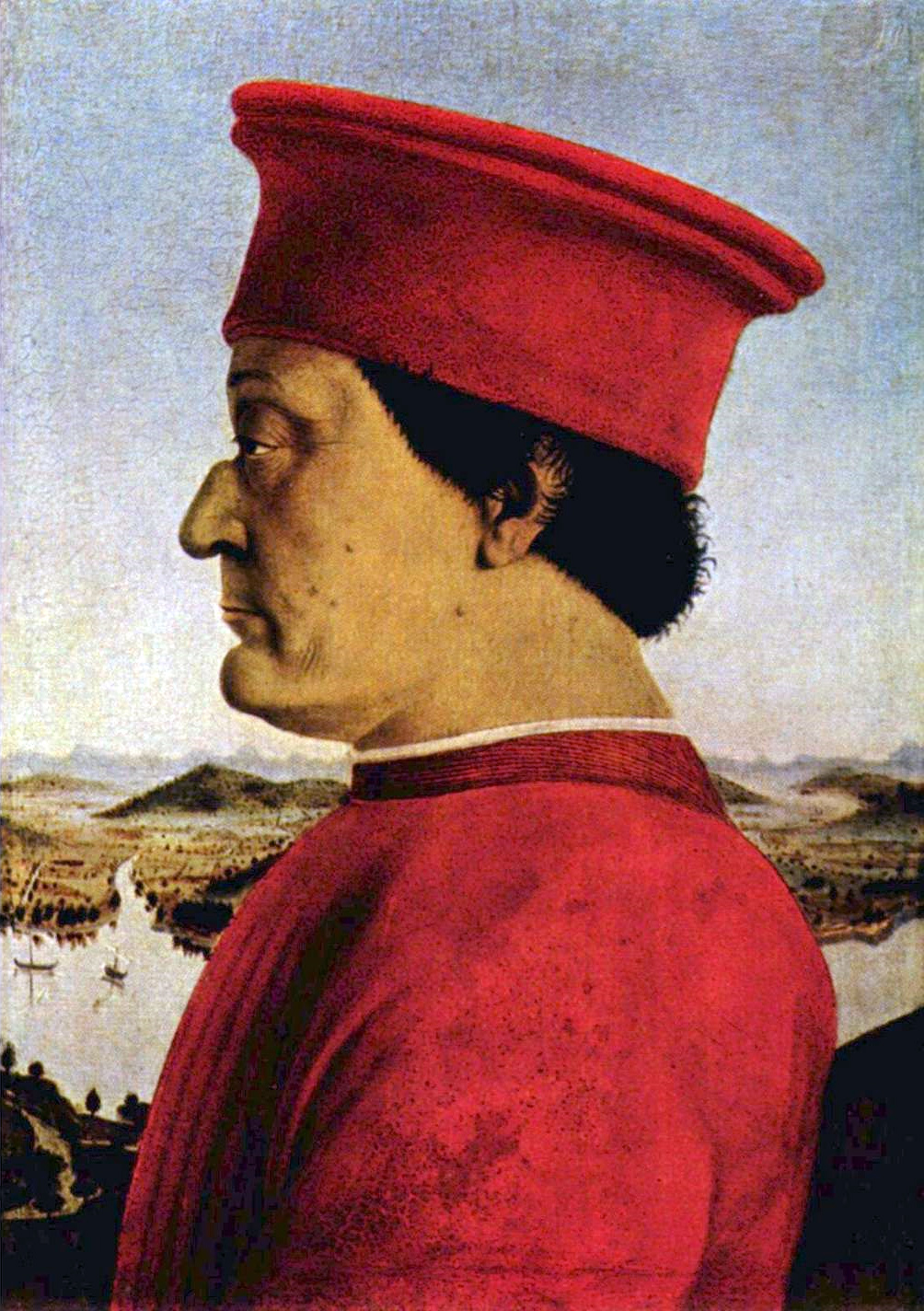
Federico da Montefeltro,
2. Herzog von Urbino (Gemälde von Piero della Francesca)

### Montefeltro, Grafen von Urbino
- 1234–1241: Buonconte da Montefeltro
- 1241–1255: Montefeltrino da Montefeltro
- 1255–1285: Guido da Montefeltro († 1298)
- 1285–1304: unter päpstlicher Herrschaft
- 1296–1322: Federico I da Montefeltro
- 1322–1360: Guido II, Galasso und Nolfo da Montefeltro
  - 1322–1324: unter päpstlicher Herrschaft
- 1360–1363: Federico II da Montefeltro
- 1363–1404: Antonio da Montefeltro
  - 1369–1375: unter päpstlicher Herrschaft
- 1404–1443: Guidantonio da Montefeltro

### Montefeltro, Herzöge von Urbino
- 1443–1444: Oddantonio da Montefeltro, erster Herzog von Urbino
- 1444–1482: Federico da Montefeltro
- 1482–1508: Guidobaldo da Montefeltro
  - 1502–1506: Besetzung durch Cesare Borgia

### Rovere, Herzöge von Urbino
- 1508–1516: Francesco Maria I. della Rovere
  - 1516–1519: Lorenzo di Piero de’ Medici, danach bis 1521 unter päpstlicher Verwaltung
- 1521–1538: Francesco Maria I. della Rovere
- 1538–1574: Guidobaldo II. della Rovere
- 1574–1631: Francesco Maria II. della Rovere

### Urbino als Teil des Kirchenstaates
- ab 1625: Verwaltung durch den Kirchenstaat
- 1631: Papst Urban VIII., Annexion durch den Kirchenstaat